# Brenda Milner
Pour les articles homonymes, voir Milner et Langford.
Brenda Milner, née Langford le 15 juillet 1918 à Manchester, est une neuropsychologue universitaire anglo-canadienne. Elle est considérée comme l'une des pionnières des neurosciences cognitives, en particulier pour ses travaux dans l'équipe de recherches de Wilder Penfield, sur le rôle du lobe temporal du cerveau dans les mécanismes de la mémoire épisodique, à partir du patient amnésique HM.

## Biographie
Les parents de Brenda Milner sont tous les deux musiciens : son père est critique musical et pianiste et sa mère cantatrice. C'est son père qui assure ses premières années d'éducation, mais il meurt prématurément et Brenda est alors scolarisée à l'âge de huit ans.
Elle  intègre le collège pour les femmes de Newnham à Cambridge en 1936, en mathématiques. Cependant elle dit : " je ne m'y illustrerai jamais". Par la suite, elle se dirigera vers la psychologie, tout en gardant le raisonnement et la sophistication des mathématiques. Durant ses études elle apprend, sous la direction du docteur Oliver Zangwill, l'intérêt d'étudier les lésions au cerveau et la possibilité d'examiner les troubles cognitifs qu'ils entraînent afin de mieux comprendre le fonctionnement du cerveau normal.
Elle entreprend une maîtrise en psychologie expérimentale à Cambridge, qui fera partie de l'effort de guerre britannique en 1939. Sa recherche initiale portait sur les réactions à un traitement erroné de l'information sensorielle. Cependant, en raison de la guerre, elle intégrera une équipe dont le travail est de distinguer par des tests d'aptitude des pilotes d'avions de chasse et d'avions de bombardement.
Durant la Seconde Guerre mondiale, elle travaille au ministère des approvisionnements de la Grande-Bretagne, où elle rencontre Peter Milner (en), son futur mari, dans la Royal Air Force en 1944.
Elle se fait recruter par la Royal Air Force pour travailler dans un laboratoire de recherche sur les radars et s'installe avec son mari.
Elle a obtenu son Ph.D. sous la supervision du professeur de psychologie Dr Donald Hebb à l'Université McGill au Canada, en 1952.
Elle s'est jointe au Dr Wilder Penfield à l'Institut Neurologique de Montréal (INM) en 1950 et a publié des articles marquants sous la direction de Penfield et William Scoville en 1957 et en 1958.
Brenda Milner est reconnue pour ses contributions à plusieurs aspects de l'étude des processus mnésiques. Le premier aspect est son étude des troubles de la mémoire très importants présents chez des patients qui ont subi des opérations chirurgicales  au cerveau. Vers le milieu des années 1950, elle se rend aux États-Unis pour rencontrer le patient HM (de son vrai nom Henry Molaison). Elle a suivi et étudié l'état de celui-ci pendant 30 ans en relation avec ses troubles mnésiques. Milner dirige la thèse de doctorat de Suzanne Corkin qui rencontre ce patient en 1962 et teste sa mémoire relativement à son sens du toucher.
Elle utilise le test du dessin dans le miroir avec HM, test utilisé pour étudier l'apprentissage moteur. Avec ces recherches, Milner démontre qu'il existe différents types de mémoires dans le cerveau, notamment la mémoire procédurale et la mémoire épisodique. Elle a aussi démontré que la mémoire à court terme pouvait être sélectivement conservée chez quelqu'un qui présente un syndrome amnésique.
Dans les années 1980, elle réalise une série d'études pour mettre en évidence la dissociation entre les deux hémisphères cérébraux.
En 2009, elle est professeur de psychologie (chaire Dorothy J. Killam) à l'Institut-hôpital neurologique de Montréal (le Neuro, anciennement INM) , du Département de neurologie et neurochirurgie de l'Université McGill.

## Fondation
Brenda Milner a créé une Fondation qui appuie les chercheurs post-doctoraux à l'Institut-hôpital neurologique de Montréal.

## Honneurs
- 1976 - Membre de la Société royale du Canada
- 1983 - Prix Penfield
- 1983 - Prix Izaak-Walton-Killam
- 1984 - Officier de l'Ordre du Canada
- 1985 - Officier de l'Ordre national du Québec
- 1985 - Prix Noël-Mailloux (psychologie)
- 1993 - Prix Wilder-Penfield
- 1995 - Médaille McLaughlin
- 1997 - Temple de la renommée médicale canadienne
- 2002 - Prix Michel-Sarrazin
- 2004 - Compagnon de l'Ordre du Canada
- 2005 - Prix Gairdner
- 2005 - Prix Penfield
- 2005 - Élue membre de l'American Academy of Arts and Sciences
- 2009 - Grande Officière de l'Ordre national du Québec
- 2009 - Prix Balzan pour les neurosciences cognitives
- 2011 - Prix Pearl Meister Greengard
- 2014 - Kavli Prize en neurosciences
- 2014 - Prix Dan-David dans la catégorie Présent donc le thème était Combattre la perte de mémoire.
- 2018 - Médaille d'honneur de l'Assemblée nationale du Québec[5].